# Julia Galef
Julia Galef (en anglais [ɡeɪləf]; née le 4 juillet 1983) est la cofondatrice du Center for Applied Rationality. Elle est écrivaine et tient des conférences sur les thèmes de la rationalité, de la science, de la technologie et du design. Elle siège au conseil d'administration des New York City Skeptics et anime leur podcast officiel Rationally Speaking depuis sa création en 2010, rôle qu'elle partage avec le philosophe Massimo Pigliucci jusqu'en 2015,. Elle tient aussi un blogue avec son frère Jesse nommé Measure of Doubt.

## Biographie
Julia Galef née en 1983 dans une famille juive à Silver Spring (Maryland), une banlieue aisée de Washington, D.C.. Elle a un petit frère, Jesse. Elle est acceptée à la prestigieuse Université Columbia à New York d'où elle sort diplômée avec un Bachelor of Art en statistiques mathématiques en 2005. Elle passe alors plusieurs années à faire des recherches à Columbia, à l'Université Harvard, et au MIT notamment une étude de cas sur l'économie internationale pour la Harvard Business School. Elle est l'une des rares personnes acceptées directement en thèse de doctorat à Harvard sans avoir passé un master au préalable. Elle y commence alors un PhD en sciences économiques qu'elle ne terminera pas par manque d'intérêt pour le milieu universitaire.
Elle travaille pendant plusieurs années en tant que journaliste indépendante (écrivant notamment pour Scientific American, Slate et Metropolis) avant de cofonder le Center for Applied Rationality à Berkeley dans la Baie de San Francisco en 2011 à 28 ans. 
Elle a fondé et travaille depuis 2017 dans le Update Project un groupe de réflexion privé qui regroupe des intellectuels, des entrepreneurs et des hommes politiques et dont le principe est de débat d'idées sur le mode du mouvement rationaliste. Le nom du groupe est une référence à l'inférence bayésienne. Elle a été soutenue financièrement pour ce projet par Open Philanthropy, une organisation liée à l'altruisme efficace.

## Ouvrage
- (en) The Scout Mindset, Portfolio/Penguin Random House, 2021